# 최종병기 활
《최종병기 활》은 2011년 8월 10일에 개봉한 대한민국의 영화이다. 이 영화에 사용된 만주어를 듣고 만주어 수강생이 증가한 적도 있었다.

## 줄거리
역적으로 전락한 가문의 아들 남이. 결국은 아버지마저 처형당하고 말았다. 남은거라고는 여동생 자인과 아버지가 죽기 직전에 남겨주신 활이 전부. 이후 두사람은 아버지의 친구인 김무선의 집으로 향했고 그의 집에서 더부살이를 하게 된다. 전부터 자인을 마음속에 담아두고 있던 무선의 아들 서군은 청년이 된 후, 남이와의 술자리에서 이를 고백했고 자인이와의 혼인을 허락해달라고 한다. 하지만 '역적의 자식'이라는 꼬리표를 떼지못한 남이는 여동생의 혼례에 무관심한 모습을 보인다.
그런데 혼례식 당일, 사고가 터졌다. 청나라 군대가 들이닥쳐 백성들을 하나둘 끌고가기 시작한 것이다. 결국 서군과 자인은 혼례를 치르다 말고 청나라 군대에게 끌려가는 신세가 됐다. 이를 알게 된 남이는 자인을 구하기 위해 활을 들고 청나라 군대를 쫓기 시작한다.

## 캐스팅
- 박해일: 남이 역
- 류승룡: 쥬신타 역
- 문채원: 자인 역
- 김무열: 서군 역
- 박기웅: 도르곤 역 - 청나라 왕자
- 이경영: 김무선 역
- 이한위: 갑용 역
- 김구택: 강두 역
- 이승준: 완한 역
- 박노식: 장순 역
- 오타니 료헤이: 노가미 역
- 김길동: 펜돈 역
- 지건우: 나이가다 역
- 김현태: 후르강 역
- 강태영: 후라후 역
- 문영동: 우링가 역
- 이재구: 후만 역
- 조우진: 마부대 역
- 유순웅: 집례자 역
- 이다윗: 남이 아역
- 전민서: 자인 아역
- 최유라: 도르곤 진상녀 1 역
- 동윤석: 금군 대장 역
- 이수용: 사무쟌 역
- 박명신: 무선 처 역(특별출연)